# Функціональна проба
Функціональна проба — це точно дозований вплив на організм різних факторів, який дозволяє вивчити реакцію фізіологічних систем на той чи інший вплив і дає змогу отримати уявлення про функціональний стан організму в умовах активної життєдіяльності.

## Види
I. Проби з фізичними навантаженнями.
- 1. Залежно від часу реєстрації показників:
    - а) проби на відновлення (проба Мартіне-Кушелевського);
    - б) тести на зусилля.

  2. Залежно від кількості виконаних навантажень:
    - а) одномоментні: проба Котова і Дешина, проба Руф’є; Гарвардський стептест,;
    - б) двомоментні – повторне виконання навантаження з невеликими інтервалами для відпочинку;
    - в) трьохмоментні (комбінована проба Летунова та ін.).

  3. Залежно від характеру виконуваних рухів:
    - а) неспецифічні;
    - б) специфічні.

  4. Залежно від інтенсивності виконуваних навантажень:
    - а) максимальні
    - б) субмаксимальні

  5. Залежно від умов проведення тестування:
    - а) тестування у лабораторних умовах;
    - б) у виробничих умовах.

ІІ. Проби, пов’язані зі зміною зовнішнього середовища.
- 1. Дихальні проби:
    - а) із затримкою дихання під час вдиху (проба Штанге);
    - б) із затримкою дихання під час видиху (проба Генчи);
    - в) із зміною газового складу вдихуваного повітря (гіпоксемічна проба та ін.).

  2. Температурні проби:
    - а) холодова – аналіз частоти серцевих скорочень при охолодженні
    - а) холодова – аналіз частоти серцевих скорочень при охолодженні стоп ніг водою;
    - б) теплова (у термокамері).

ІІІ. Проби, пов’язані зі зміною венозного притоку крові до серця.
- 1. Проби зі зміною положення тіла у просторі:
    - а) ортостатична;
    - б) кліностатична.

  2. Проби з напружуванням:
    - а) Бюргера;
    - б) Флека;
    - в) Вальсальви

IV. Харчові проби (аліментарні).
- 1. На толерантність до глюкози,
  2. На виведення рідини.

V. Фармакологічні проби (із калієм, атропіном та ін.).

## Застосування функціональних проб
Функціональні проби застосовуються як в спортивній медицині так і деяких методах діагностики конкретних захворювань. Проводять функціональні проби з метою оцінки стану якоїсь конкретної системи організму чи органу. 

### Проби для оцінки центральної нервової системи
- Проба Ромберга
- Пальце-носова проба

### Проби для оцінки вегетативної нервової системи
- вимірювання шкірно-судинної реакції.
- Ортостатична проба
- Кліностатична проба
- Проба Ашнера

### Проби для оцінки нервово-м'язової системи
- Кистьова динамометрія
- Станова динамометрія
- Статична витривалість м'язів, що згинають кисть
- Статична витривалість м'язів черевного пресу.

### Проби для оцінки системи дихання
- Проба Розенталя
- Проба Шафрановского
- Проба Штанге
- Проба Генчі
- Комбінована проба Серкіна
- Проба із затримкою дихання при гіпервентиляції

### Проби для оцінки серцево-судинної системи
- Індекс Кердо
- Пульсометрія

Дуже часто для оцінки функціонального стану і функціональних здібностей серцево-судинної системи використовують проби з навантаженням:
- Гарвардський степ-тест
- Проба Мартіне-Кушелевського
- Комбінована проба Летунова